# Bärenreiter-Verlag
Der Bärenreiter-Verlag ist ein Verlag für klassische Musik mit Hauptsitz in Kassel. Neben Notenausgaben für Musiker gibt der Verlag auch eine umfangreiche Buchreihe heraus. Bärenreiter beschäftigt 120 Mitarbeiter, die meisten davon in Kassel. Außerdem unterhält er Niederlassungen in Basel, London, New York City und Prag (Bärenreiter Praha). Das Unternehmen wird von Barbara Scheuch-Vötterle, Leonhard Scheuch und Clemens Scheuch geleitet.
Als Gemeinschaftsausgabe zwischen Bärenreiter und Metzler erscheint die deutschsprachige musikwissenschaftliche Enzyklopädie Die Musik in Geschichte und Gegenwart. Auch musikwissenschaftliche Jahrbücher wie zum Beispiel das Schütz-Jahrbuch gehören seit 1979 zum Verlagsprogramm.
Die Publikation von zeitgenössischer Musik war von Anfang an im Verlagsprogramm. Heute erscheinen Werke von  Komponisten wie Dieter Ammann, Beat Furrer, Rudolf Kelterborn, Giselher Klebe, Philipp Maintz, Matthias Pintscher, Charlotte Seither, Miroslav Srnka sowie Andrea Lorenzo Scartazzini in diesem Hause.

## Geschichte

### 1923 bis 1940
Der Verlag wurde im Jahr 1923 durch Karl Vötterle in Augsburg gegründet. Unter den ersten Veröffentlichungen befanden sich die „Finkensteiner Blätter“, herausgegeben von Walther Hensel. 1927 zog der Verlag nach Kassel um.
Als der Verlagsgründer Karl Vötterle die ersten Liederblätter herausbrachte, waren die großen Komponisten der Klassik, Romantik und Moderne bereits in den festen Händen der Traditionsverlage in Leipzig (etwa bei Edition Peters) und Mainz (Schott-Verlag). Neue Tendenzen waren gefragt: Noten für die Jugendmusikbewegung, für Blockflöte und Orgel, die Wiederentdeckung von Heinrich Schütz und der Alten Musik vor Johann Sebastian Bach und vor allem die Idee der wissenschaftlich-kritischen Gesamtausgaben der Werke Bachs, Georg Friedrich Händels, Wolfgang Amadeus Mozarts, Franz Schuberts und anderer machten Bärenreiter bald im Musikalienhandel zu einem breit aufgestellten Notenanbieter unter den Musikverlagen. Die Umsetzung der Gesamtausgabenbände in Noten für die musikalische Praxis bildet bis ins 21. Jahrhundert das Fundament des Verlagsprogramms. Alle Bereiche der klassischen Musik – Klaviermusik, Kammermusik, Sinfonik, Oper, Gesang, Chormusik – sind vertreten. Aber auch Haus- und Gebrauchsmusik sowie Neuentdeckungen auf dem Gebiet liturgischer Musik (z. B. Quempas 1930, heutige Gesamtauflage: 3 Millionen Exemplare) waren und sind Erfolgsbausteine des Hauses. 1932 kam es zur Zusammenarbeit mit Hugo Distler. 1933 wurde der Arbeitskreis für Hausmusik (später Internationaler Arbeitskreis für Musik) gegründet, der im Herbst die ersten „Kasseler Musiktage“ veranstaltete. 1936 wurde die Reihe Das Erbe deutscher Musik begründet.
Von 1929 bis etwa 1950 ließ der Verlag auch eine eigene Blockflöten-Serie  bauen (Blockflötenchöre vom Sopranino bis zum Großbass, Soloflöten als Alt und Sopran sowie Schulflöten aus Colo-Werkstoff).

### 1940 bis 1960
1944 wurde der Bärenreiter-Verlag in Basel gegründet, weil dem Kasseler Verlag die Schließung drohte. 1945 wurden die Verlags-Gebäude in Kassel durch Luftangriffe zerstört. Ab 1949 erschienen die ersten Bände von Die Musik in Geschichte und Gegenwart. 1950 übernahm der Bärenreiter-Verlag den Hinnenthal-Verlag. Die Reihe „Hortus Musicus“ mit Werken der Renaissance und des Barock begann zu erscheinen. 1952 übernahm Bärenreiter Nagels Musikverlag (Celle). 1954 erscheinen die ersten beiden Bände der Neuen Bach-Ausgabe. Nun begann die Arbeit an der Neuen Mozart-Ausgabe. 1955 wurde die Alkor-Edition (ehemals Brucknerverlag, gegründet 1934) Teil des Bärenreiter-Verlags. Der erste Band der Hallischen Händel-Ausgabe erschien, gefolgt vom ersten Band der Mozart-Ausgabe und der neuen Ausgabe sämtlicher Werke von Heinrich Schütz. Seitdem arbeitete der Verlag mit Ernst Krenek zusammen. 1957 übernahm Bärenreiter den Gustav Bosse Verlag. 1958 wurde Bärenreiter New York gegründet, vor 1960 die Schallplattenfirma „Bärenreiter-Musicaphon“, um Werke des Verlagsprogramms auch auf Tonträger verfügbar zu machen.
Rudolf Mirbt betreute von 1947 bis 1955 die Reihe der Bärenreiter-Laienspiele. Sie brachte unter Mirbts Führung 278 Hefte auf den Büchermarkt. Die Reihe setzte sich bis in die späten 1960er Jahre fort.

### 1960 bis 1980
1962 wurde die Editions Bärenreiter Sàrl., Paris (1971–1980 in Tours) gegründet. Die Edition Wolfgang Amadeus Mozart, Briefe und Aufzeichnungen (7 Bände bis 1975) wurde gestartet. 1963 wurde die Bärenreiter Ltd. London (heute in Harlow/Essex) gegründet. 1964 kam eine Schubert-Ausgabe heraus. 1965 wurde die Firma Disco-Center für die Bärenreiter-Labels „Cantate“ und „Musicaphon“ sowie für über dreißig weitere Schallplattenfirmen gegründet. 1966 erschien der erste Band der Sämtlichen Werke Franz Berwalds. 1967 erschien dann die New Berlioz Edition. 1971 begann die Zusammenarbeit mit dem Deutschen Taschenbuch-Verlag. 1975 starb Karl Vötterle. Barbara Scheuch-Vötterle wurde nun Geschäftsführende Gesellschafterin. 1976 trat Leonhard Scheuch in die Geschäftsführung ein. Offenbachs Hoffmanns Erzählungen wurde als Neuausgabe von Fritz Oeser in der Alkor-Edition bei der Volksoper Wien erstmals aufgeführt. 1977 startete die Herausgabe der Lieder Franz Schuberts in Zusammenarbeit mit dem G. Henle Verlag. Die ersten Bände der Gesamtausgabe der Werke von Leoš Janáček erschienen 1979 (Koproduktion mit Edition Supraphon Praha).

### 1980 bis 2000
1988 übernahm Bärenreiter den Süddeutschen Musikverlag. 1991 wurden die Hauptserien (Notenbände) der Mozart-Ausgabe abgeschlossen. Zeitgleich erschien die Taschenbuchausgabe dazu in 20 Bänden. Der Bühnenvertrieb Henschel Musik wurde übernommen. Nakladatelstvi Bärenreiter Praha wurde gegründet und die Privatisierung von Edition Supraphon Praha begonnen. Die Bach-Ausgabe und die Hallische Händel-Ausgabe, die bisher in Koproduktion mit dem Deutschen Verlag für Musik Leipzig erschienen, wurden nach der Wiedervereinigung von Bärenreiter allein fortgeführt. 1992 wurde die Messe solennelle von Hector Berlioz wiederentdeckt. 1993 verlegte der Gustav Bosse Verlag seine Arbeitsstätte nach Kassel. 1994 erschien der erste Band des Sachteiles der zweiten Ausgabe des Musiklexikons Die Musik in Geschichte und Gegenwart. 1995 begann die Gesamtausgabe der Werke Niels Wilhelm Gades (Koproduktion mit Engstrøm & Sødring). 1996 wurde die Gesamtausgabe der Werke Orlando di Lassos abgeschlossen. 1997 startete die Neuauflage der Beethoven-Symphonien durch Jonathan Del Mar. Zudem kam die Johann-Strauss-Gesamtausgabe in Zusammenarbeit mit der Strauss Edition Wien heraus. 1998 kaufte der Bärenreiter-Verlag Aktien bei Editio Supraphon Praha. 2000 wurde der Hauptteil der Neuen Bach-Ausgabe abgeschlossen.

### 2000 bis 2009
Als Ergebnis einer Zusammenarbeit der Société Jean-Philippe Rameau (Paris) mit dem Bärenreiter-Verlag erschien 2004 Anacréon, der erste Band der Rameau-Gesamtausgabe (Opera omnia). 2005 wurde die Arie „Alles mit Gott und nichts ohn’ ihn“ von J. S. Bach wiederentdeckt und als praktische Ausgabe und Faksimile veröffentlicht. Bärenreiter übernahm den Vertrieb für die neu entstehende Critical Edition of the Complete Works von Sergei Rachmaninoff. Im Mozartjahr 2006 war die Mozart-Ausgabe wieder komplett lieferbar. Die Ausgabe Mozart. Briefe und Aufzeichnungen erschien in einer achtbändigen Taschenbuchausgabe (in Zusammenarbeit mit dem dtv). Die New Berlioz Edition wurde abgeschlossen, ebenso wie die Bach-Ausgabe und die Mozart-Ausgabe. Barbara Scheuch-Vötterle erhielt 2007 eine Ehrenprofessur des Landes Hessen. 2007 wurde Bärenreiter für seine Verdienste um die Veröffentlichung und Verbreitung des Werks Georg Philipp Telemanns mit dem Georg-Philipp-Telemann-Preis der Landeshauptstadt Magdeburg ausgezeichnet. Im Mai 2008 wurde nach 29 Bänden mit einem Supplementband die Enzyklopädie Die Musik in Geschichte und Gegenwart (MGG) abgeschlossen. 2008 und 2009 erscheinen die ersten Bände von zwei neuen Großprojekten: der Gesamtausgabe der Briefe Felix Mendelssohn Bartholdys und der Edition sämtlicher Vokalwerke des Barockkomponisten Johann Pachelbel.

### 2010 bis 2019
Der Verlag begann 2010 mit der Veröffentlichung der Gesamtausgabe der Werke Gabriel Faurés. 2011 wurde Clemens Scheuch Mitglied der Geschäftsleitung des Bärenreiter-Verlags. 2012 gingen Bärenreiter und der Henschel Verlag (Leipzig) eine Partnerschaft in der Veröffentlichung von Musikbüchern ein. Im selben Jahr erschien der erste Band der Edition Francesco Cavalli – Opere mit Opern des italienischen Barockkomponisten Francesco Cavalli (1602–1676). 2013 begann mit der Oper Prima la musica e poi le parole von Giambattista Casti (Libretto) und Antonio Salieri (Musik) das Editionsprojekt „OPERA – Spektrum des europäischen Musiktheaters in Einzeleditionen“. Jeder Band enthält die gedruckte Partitur sowie einen Datenträger (Edirom) mit Partitur, Quellen (Noten und Text) und kritischem Bericht. Im März 2014 stellte der Verlag das erste eigenständige digitale Produkt vor. Mit dem „Bärenreiter Study Score Reader“ wurde eine App entwickelt, die es möglich macht, die Partituren zahlreicher Werke der Musikgeschichte auf dem iPad zu studieren. Die App ist über den Apple iTunes Store erhältlich. 2015 wurden erstmals auch E-Books angeboten. Auf der Internetplattform „MGG Online“ ist seit November 2016 die zweite (auf der 2. Auflage von 1994–2008 beruhende) Ausgabe der Musikenzyklopädie „Die Musik in Geschichte und Gegenwart“ (MGG) als Online-Datenbank verfügbar. Bärenreiter kooperiert dafür mit RILM und dem Verlag J.B. Metzler. Ebenfalls in diesem Jahr wurde ein neues Großprojekt begonnen: die historisch-kritische Herausgabe sämtlicher Instrumentalwerke des französischen Komponisten Camille Saint-Saëns.

### 2020 bis 2023
Die durch die Corona-Pandemie verursachte Reduktion des Opern-, Konzert- und Chorbetriebs brachte Umsatzeinbußen für den Verlag. Zum Beginn des Jahres 2021 wurde Clemens Scheuch neben seinen Eltern Barbara Scheuch-Vötterle und Leonhard Scheuch dritter Geschäftsführer des Verlages. Im Schütz-Gedenkjahr 2022 erhielt Bärenreiter zusammen mit dem Carus-Verlag den Internationalen Heinrich-Schütz-Preis für seine Verdienste um Pflege und Verbreitung des Erbes des barocken Komponisten.

## Persönlichkeiten
- Helmuth Uhrig, Gestalter des Quempasheftes (ab 1930)